# Étienne Achavanne
Étienne Aimé Marius Achavanne, né le 27 juin 1892 à La Framboisière (Eure-et-Loir) et mort le 4 juillet 1940 à Rouen, est le premier homme fusillé de la Résistance française, le premier fusillé étant Iris XVI, le cheval du maréchal Leclerc.

## Biographie
Né le 27 juin 1892 à La Framboisière (Eure-et-Loir). Il est ordinairement domicilié à Saint-Lubin-des-Joncherets (ou à Saulnières (Eure-et-Loir)), ouvrier agricole et célibataire. Il est mobilisé en tant qu'infirmier pendant la Première Guerre mondiale. Il se réfugie dans l'agglomération rouennaise en fuyant l'invasion allemande de 1940. Le terrain d'aviation de Boos est occupé par les troupes ennemies le 9 juin 1940. Achavanne fait partie des équipes de travailleurs requis pour aménager le site.
Sans que l'on sache ce qui motive son passage à l'acte (incitation par un agent britannique, écoute de l'appel du 18 juin, pure initiative personnelle ?), l'ouvrier sectionne les câbles du réseau électrique et les lignes téléphoniques de la base aérienne le 20 juin 1940, deux jours avant l'armistice. Les communications entre le terrain d’aviation et la Kommandantur de Rouen sont rompues, et les liaisons internes désorganisées. Ce sabotage facilite le bombardement de la base opéré par l’aviation anglaise le lendemain. 18 appareils de la Luftwaffe sont détruits au sol et 22 militaires allemands tués lors de ce raid.
L'enquête menée par l'occupant aboutit à l'arrestation d'Achavanne sur dénonciation, trois jours plus tard. Condamné à mort pour sabotage par un tribunal militaire allemand le 28 juin, il est fusillé le 4 juillet 1940 à Rouen, au lieu-dit de « la Maison hantée ».
Précurseur inconnu et isolé, Étienne Achavanne est le premier martyr de l'Armée des ombres et, sans doute, le premier des héros de la Résistance. Il est reconnu mort pour la France en 1950.

## Hommages
En 1945, un monument est élevé dans la côte de Bonsecours.
Un groupe scolaire de la commune de Saint-Lubin-des-Joncherets a été baptisé de son nom.